# Comitato rivoluzionario (Cina)
Il Comitato rivoluzionario (革命委员会; pinyin: gémìng wěiyuánhuì) fu un'istituzione esistita nella Repubblica popolare cinese dal 1967 al 1980; sorta durante la rivoluzione culturale, fu sancita ufficialmente e legalmente dalla Costituzione solo nel 1975.

## Storia
Il primo organismo che precedette in via diretta i Comitati rivoluzionari venne fondato il 31 gennaio 1967 nello Heilongjiang come "Comitato rivoluzionario dei ribelli rossi" (黑龙江省红色造反者革命委员会), seguito il 2 febbraio dallo Shandong con il "Comitato rivoluzionario della grande alleanza delle fazioni ribelli rivoluzionarie proletarie" (山东省无产阶级革命造反派大联合革命委员会); tali organizzazioni dovevano rappresentare i punti di coordinamento fra le varie fazioni ribelli rivoluzionarie.
Con l'evento noto come tempesta di gennaio, le organizzazioni delle guardie rosse e delle fazioni ribelli presero il potere dal Comitato municipale del Partito Comunista Cinese e dal governo cittadino, dando vita alla «Comune di Shanghai». Questa denominazione ebbe però breve durata e fu presto sostituita dalla forma del Comitato rivoluzionario, preferita da Mao stesso. Il 19 febbraio una circolare del Comitato centrale del PCC sanzionò il movimento per la «presa del potere» (夺权) in tutto il Paese, che si risolse con il rovesciamento dei comitati locali del PCC e dei governi locali e la loro sostituzione con i Comitati rivoluzionari, che vennero istituiti a tutti i livelli, da provinciale a municipale, fino alle unità di lavoro come le fabbriche, le scuole e le università. Gli ultimi Comitati rivoluzionari vennero creati nel settembre 1968 nello Xinjiang e in Tibet .
I Comitati rivoluzionari si basavano sulle formule della direzione unificata (一元化领导), secondo cui le funzioni dirigenti del partito e dello Stato erano integrate in un unico organismo, e della triplice combinazione (三结合), cioè fra quadri rivoluzionari, «rappresentanti delle organizzazioni di massa» e delegati dell'Esercito popolare di liberazione (successivamente intesa come combinazione di dirigenti anziani, di mezza età e giovani). I militari di fatto detennero una parte considerevole del potere in molti Comitati rivoluzionari fino all'agosto del 1972, quando il Comitato centrale del PCC decise di ridurne la presenza dopo l’affare Lin Biao .
A partire dal dicembre del 1967, il Gruppo centrale per la Rivoluzione culturale stabilì la formazione di «gruppi nucleo del partito» (党的核心小组) all'interno dei Comitati rivoluzionari, ridando vita a una forma di dirigenza locale del PCC, sia pure ridotta. Il 28 ottobre 1970 il Comitato centrale del PCC convocò i congressi locali per ricostituire i comitati del partito a tutti i livelli, completando la separazione fra dirigenze del PCC e Comitati rivoluzionari, che rimasero come organismi statali. Solitamente, il primo segretario di un Comitato del PCC era anche presidente del Comitato rivoluzionario del livello corrispondente.
Con l'adozione della nuova Costituzione nel gennaio 1975, i Comitati rivoluzionari divennero anche ufficialmente i nuovi organi di governo locale e, contemporaneamente, i comitati permanenti delle Assemblee del popolo, integrando così funzioni esecutive e legislative. Ruoli e poteri dei Comitati rivoluzionari erano tracciate dall'articolo 22 della nuova Carta:
I comitati rivoluzionari locali sono composti dal presidente, dai vicepresidenti e da altri membri, che sono eletti e possono essere revocati dalle assemblee popolari al livello corrispondente. La loro elezione o revoca è soggetta all’esame e alla ratifica dell’organo di Stato immediatamente superiore.
I comitati rivoluzionari locali sono responsabili nei confronti dell’assemblea popolare al livello corrispondente e all’organo di Stato immediatamente superiore.
»
Nel luglio 1979 una revisione costituzionale approvata dalla II Sessione del V Congresso nazionale del popolo decise lo scioglimento dei Comitati rivoluzionari e la loro sostituzione con i Governi popolari locali; l’iter fu ultimato nel 1980.